# Manogea porracea
Espèce
Synonymes
- Miranda porracea C. L. Koch, 1838
- Zilla guyanensis Keyserling, 1881
- Cyrtophora grammica Simon, 1895
- Mangora octolineata Caporiacco, 1947
- Meta brasilica Soares & Camargo, 1948
- Meta berlandi Caporiacco, 1954
- Meta espiritosantensis Soares & Camargo, 1955

Manogea porracea est une espèce d'araignées aranéomorphes de la famille des Araneidae.

## Distribution
Cette espèce se rencontre du Panama au Nord de l'Argentine,.

## Description
Les mâles mesurent de 2,7 à 4,8 mm et les femelles de 4,4 à 9,3 mm.

## Publication originale
- C. L. Koch, 1838 : Die Arachniden. Nürnberg, vol. 5, p. 1-124 (texte intégral).